# Genetisk slægtsforskning
Genetisk slægtsforskning er brugen af genealogiske DNA-tests, dvs. DNA-profilering og DNA-testning, i kombination med traditionelle genealogiske metoder til at udlede genetiske relationer mellem individer. Genetisk slægtsforskning fungerer ved at sammenligne forskellige individers DNA-sekvenser for at bestemme deres fælles aner. Der findes flere typer af genetiske slægtsforskningstest, herunder Y-DNA-test, mitokondrie-DNA-test (mtDNA) og autosomal DNA-test (atDNA). Slægtsforskningen er også et effektivt værktøj til at spore slægtsrelationer og identificere mulige slægtninge baseret på fælles DNA.
Genetisk slægtsforskning er også et efterforskningsredskab, som politiet kan benytte til at opklare drabssager og grove personfarlige sager. I Danmark har politiet benyttet sig af slægtskabssøgning i forbindelse med opklaringen af drabene på Hanne With og Roujan Ismaeel.